# Gil Torres
Pour les articles homonymes, voir Torres.
Gil Torres, né en Espagne et mort le 5 novembre 1254 à Rome, est un cardinal espagnole de l'Église catholique du XIIIe siècle, nommé par le pape Honoré III.

## Biographie
Gil Torres étudie à l'université de Paris et est chanoine de Burgos et administrateur de l'abbaye de Farfa.
Le pape Honoré III le crée cardinal lors d'un consistoire de décembre 1216. En 1234 il est élu évêque de Tarragone et[réf. nécessaire] en 1247 archevêque de Tolède, mais le pape ne confirme pas cette élection, parce qu'il veut garder Torres à Rome. Il arrange des disputes entre les évêques et les chapitres d'Avila, Burgos, Calahorra, Córdoba, Cuéllar, Cuenca, Plasencia, Salamanque, Ségovie et probablement Ciudad Rodrigo. 
Gil Torres participe à l'élection papale de 1227 lors de laquelle Grégoire IX est élu, à l'élection de 1241 de Célestin IV, à l'élection de 1241-1243 d'Innocent III et à l'élection de 1254 d'Alexandre IV. Il représente les intérêts de Castille à la Curie romaine.